# Bubbio
Bubbio (Bube o Bubi in piemontese) è un comune italiano di 806 abitanti della provincia di Asti in Piemonte.

## Caratteristiche

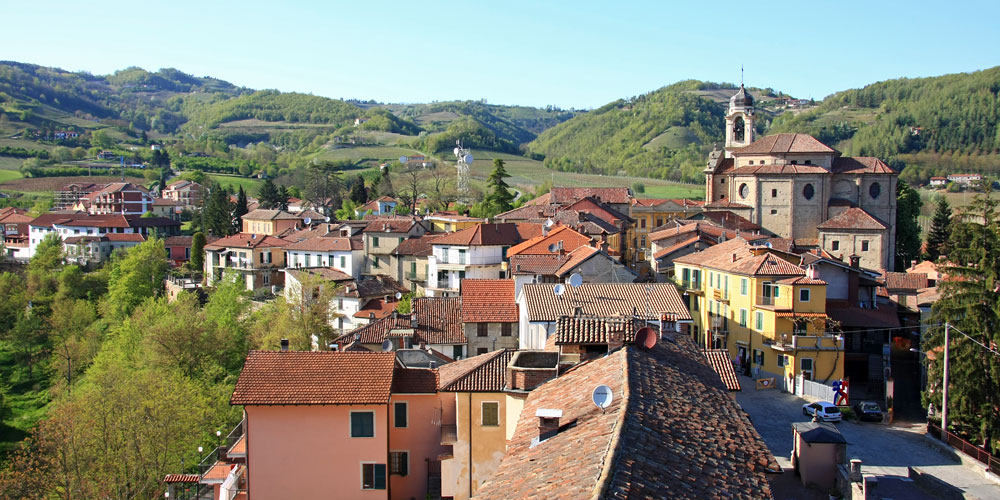
Veduta del paese dal castello

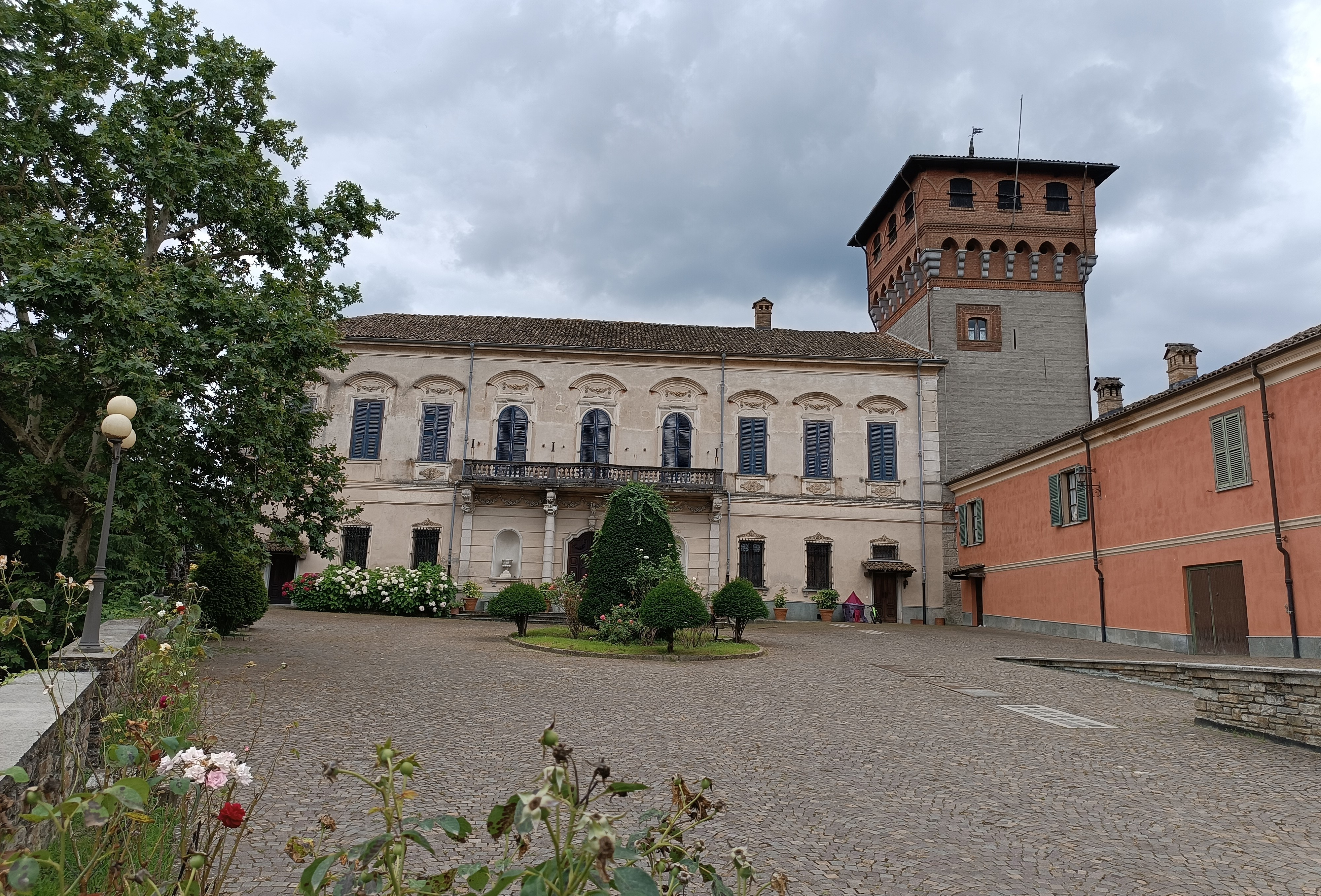
Veduta del Castello

Bubbio (dal latino bivium, perché posto sull'incrocio di strade romane tra la Valle Bormida e l'Astigiano), è un borgo delle Langhe Astigiane che ha mantenuto intatte alcune importanti caratteristiche urbanistiche, con le vecchie case disposte ai lati della trecentesca Via Maestra, delimitata rispettivamente dal castello e dalla chiesa parrocchiale, ed una serie di contrade, vicoli, archi e scalinate che creano scorci suggestivi ed angoli di pietra dimenticati dal tempo.
Il castello, ampiamente ristrutturato e modificato, è attualmente privato ed adibito ad hotel/ristorante.

## Storia

### Simboli
(R.D. del 6 settembre 1921)
Il motto latino Dulcia promam ("da me vengano fuori dolcezze") fa riferimento all'uva bianca, prodotto tipico del territorio specializzato nella coltivazione del Moscato bianco.

## Società

### Evoluzione demografica
Negli ultimi cento anni, a partire dal 1921, la popolazione residente è dimezzata.
Abitanti censiti

### Etnie e minoranze straniere
Secondo i dati ISTAT al 31 dicembre 2009 la popolazione straniera residente era di 100 persone. Le nazionalità maggiormente rappresentate in base alla loro percentuale sul totale della popolazione residente erano:
- Romania 32 3,48%
- Repubblica di Macedonia 23 2,50%
- Marocco 12 1,30%

## Amministrazione

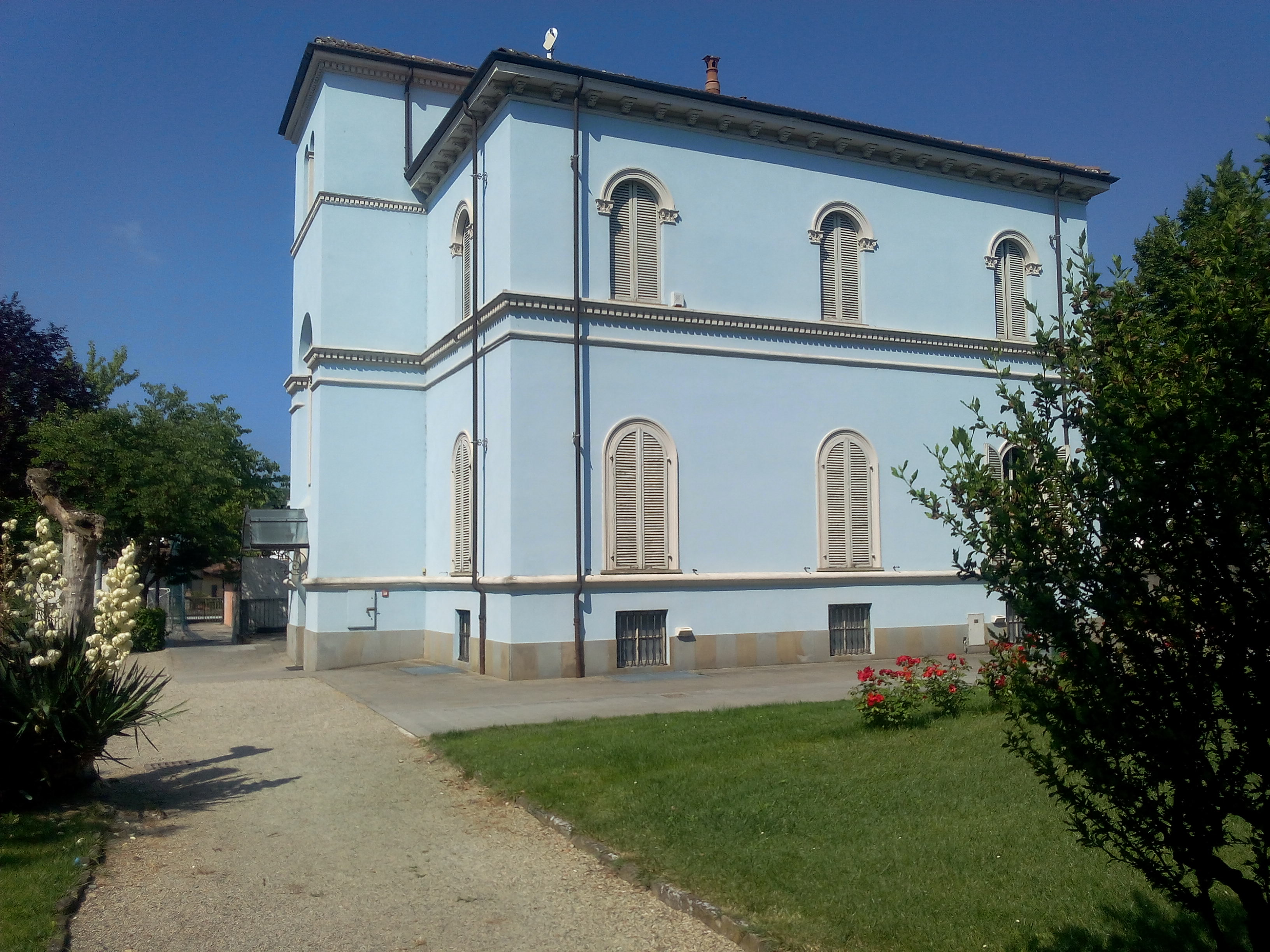
Il municipio

Di seguito è presentata una tabella relativa alle amministrazioni che si sono succedute in questo comune.
| Periodo        | Periodo        | Primo cittadino         | Partito                                 | Carica  | Note  |
| -------------- | -------------- | ----------------------- | --------------------------------------- | ------- | ----- |
| 27 giugno 1985 | 28 maggio 1990 | Pier Angelo Balbo       | Democrazia Cristiana                    | Sindaco | [ 5 ] |
| 28 maggio 1990 | 24 aprile 1995 | Pier Angelo Balbo       | Democrazia Cristiana                    | Sindaco | [ 5 ] |
| 24 aprile 1995 | 14 giugno 1999 | Pier Angelo Balbo       | -                                       | Sindaco | [ 5 ] |
| 14 giugno 1999 | 14 giugno 2004 | Stefano Giuseppe Reggio | lista civica                            | Sindaco | [ 5 ] |
| 14 giugno 2004 | 8 giugno 2009  | Stefano Giuseppe Reggio | lista civica                            | Sindaco | [ 5 ] |
| 8 giugno 2009  | 25 maggio 2014 | Fabio Mondo             | lista civica Campanile                  | Sindaco | [ 5 ] |
| 26 maggio 2014 | 26 maggio 2019 | Stefano Reggio          | lista civica Campanile e grappolo d'uva | Sindaco | [ 5 ] |
| 26 maggio 2019 | in carica      | Stefano Reggio          | lista civica Campanile con uva e grano  | Sindaco | [ 5 ] |